# RAM100タイボクシングスタジアム
RAM100タイボクシングスタジアム（ラームローイタイボクシングスタジアム）は、タイの首都バンコク・サパーンスーン区に在る国技ムエタイおよび国際式ボクシング専用の競技施設。2016年完成

## 概要
マイナー王座扱いだがスタジアム認定のタイトルマッチも開催している。
シンマナサック・ムエタイスクールと協力関係にある。国際式のタイ国プロボクシング協会（PAT）タイトルマッチも何度も開催されている。

## アクセス
公共交通機関では、エアポート・レール・リンクのラームカムヘーン駅が最寄り。